# Construct
Construct is een op HTML5-gebaseerde 2D-spelengine ontwikkeld door Scirra Ltd. Het is vooral bedoeld voor non-programmeurs en maakt computerspelontwikkeling mogelijk door middel van visuele tools. De eerste versie, uitgebracht in 2007, was open source en ondersteunde DirectX 9. Latere versies, zoals Construct 2 en 3, werden propriëtaire software die werden overgeschakeld naar NW.js en HTML5. Ondersteuning voor Python werd vervangen door JavaScript, en Construct 3 introduceerde een abonnementsmodel.

## Kenmerken

### Eventsysteem
Construct maakt gebruik van 'event sheets' om spellen te programmeren. Elk event bevat voorwaarden en acties, wat het mogelijk maakt complexe systemen te creëren zonder programmeerkennis.

### Platformondersteuning
Construct ondersteunt export naar verschillende platforms, waaronder webapplicaties, mobiele apps en spelconsoles zoals de Nintendo Wii U en Xbox One.

### JavaScript
In Construct 3 is JavaScript toegevoegd als een optionele scripttaal voor geavanceerde gebruikers.

## Versiegeschiedenis

### Construct Classic
Uitgebracht in 2007, de eerste versie van de engine, die gratis en open source was. Construct Classic werd in 2013 stopgezet.

### Construct 2
Gelanceerd in 2011, deze versie ondersteunde HTML5 en kon naar meerdere platforms exporteren. Construct 2 werd in 2021 beëindigd.

### Construct 3
Deze versie, geïntroduceerd in 2017, biedt ondersteuning voor verschillende platforms en maakt gebruik van een abonnementsmodel.